# Utrecht
Utrecht – miasto w środkowej Holandii nad kanałem Amsterdam-Ren, ośrodek administracyjny prowincji Utrecht.

## Dane ogólne
Ośrodek hutnictwa żelaza i aluminium, przemysł metalowy i maszynowy. Utrecht jest znanym ośrodkiem naukowym i turystycznym. Wielki węzeł drogowy, przez który przechodzą drogi A2, A12, A27 i A28.
Miasto dzieli się na 10 części (niderl. Wijk):
|  | 1. Binnenstad 2. Oost 3. Leidsche Rijn 4. West 5. Overvecht 6. Zuid 7. Noordoost 8. Zuidwest 9. Noordwest 10. Vleuten-De Meern |

## Historia
Początki miasta sięgają I wieku n.e., kiedy Rzymianie wybudowali tam (ok. roku 47) warownię (castellum). Była ona położona nad Renem, którego koryto przebiegało bardziej na północ niż dziś i stanowiło północną granicę imperium rzymskiego.
W średniowieczu Utrecht był siedzibą i własnością biskupią. Pierwszym biskupem Utrechtu był Wilibrord, który uczynił z miasta ośrodek swej misji wśród Fryzów. Urodził się tutaj także święty Ludger. Prawa miejskie Utrecht posiada od 1122 roku.  
2 marca 1459 w Utrechcie urodził się Adriaan Florenszoon Boeyens, późniejszy papież Hadrian VI – ostatni papież spoza Włoch do czasu wyboru Jana Pawła II.
Od 1559 roku arcybiskupstwo, w XII-XIV w. główne miasto Niderlandów.
W XVI wieku Utrecht przyłączył się do powstania przeciw hiszpańskim Habsburgom. W roku 1579 w mieście zawarto unię utrechcką, jednoczącą opozycję. W 1889 biskupi starokatoliccy ogłosili „Deklarację Utrechcką” i powstała Unia Utrechcka Kościołów Starokatolickich.

## Zabytki
Znajduje się tu dużo romańskich i gotyckich kościołów oraz polski cmentarz wojenny.
Najsłynniejszym zabytkiem jest katedra z XIII w. (Domkerk), nawiązująca stylem do gotyku francuskiego. Jej budowa rozpoczęła się w 1254 r. i trwała do XVI w.
W 1572 roku w wyniku nadchodzącej fali reformacji dokonano wielu wandalizmów, duża liczba wewnętrznych i zewnętrznych ornamentów została wtedy zniszczona. Z ogromnej katedry zachowała się tylko część wschodnia, w pobliżu wieży (Domtoren). W 1674 roku w czasie burzy zawaliła się nieukończona nawa, dlatego dziś wieża stoi kilkadziesiąt metrów od reszty katedry. Wieża ma 112 m i jest to najwyższa kościelna dzwonnica w Holandii.
Utrecht jest też ośrodkiem starokatolicyzmu. W mieście znajduje się starokatolicka archikatedra pw. Świętej Gertrudy. 

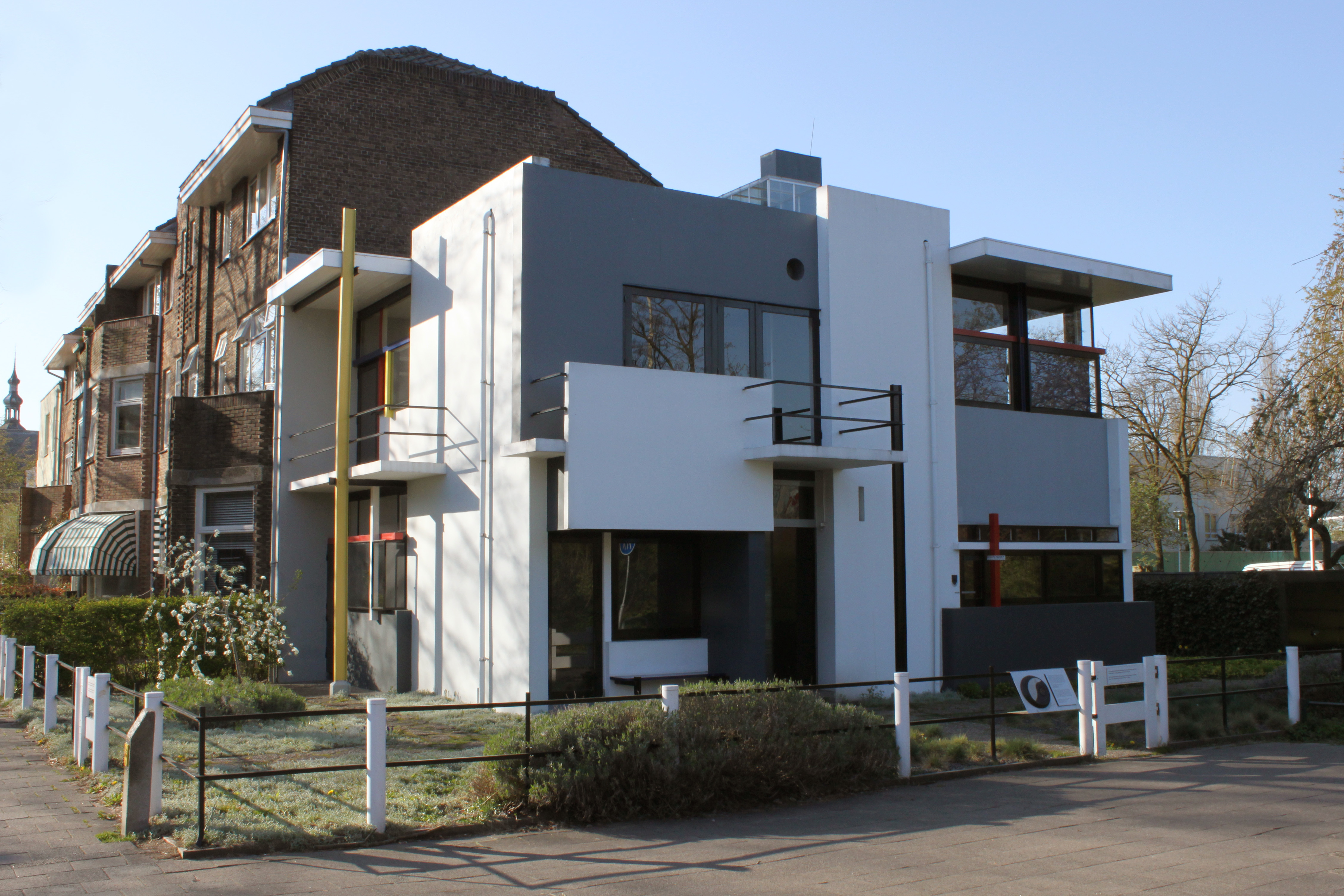
Dom Rietvelda w Utrechcie

Ważnym dziełem architektury nowoczesnej jest Rietveld Schröderhuis (1924) – jedno ze sztandarowych dzieł grupy De Stijl – w 2000 wpisany na listę Światowego Dziedzictwa UNESCO.

## Nauka i edukacja
Najstarszą uczelnią w Utrechcie jest Uniwersytet w Utrechcie, założony w 1636 roku. Oprócz niego w Utrechcie znajduje się Akademia Sztuk Pięknych (Hogeschool voor de Kunsten Utrecht) oraz założona w 1988 roku Hogeschool Utrecht.
Znajduje się tu jedna z siedzib instytutu Deltares.

## Polski cmentarz
W Utrechcie znajduje się holenderski cmentarz Begraafplaats St Barbara, na którym pochowani są polscy żołnierze, którzy wzięli udział w wyzwoleniu Holandii spod niemieckiej okupacji. Grobami opiekuje się holenderski Caritas.

## Sport
- Eredivisie – FC Utrecht (holenderska drużyna piłkarska)
- Mistrzostwa Europy Juniorów w Lekkoatletyce 1981
- Z Utrechtu pochodzi piłkarz Marco Van Basten

## Galeria

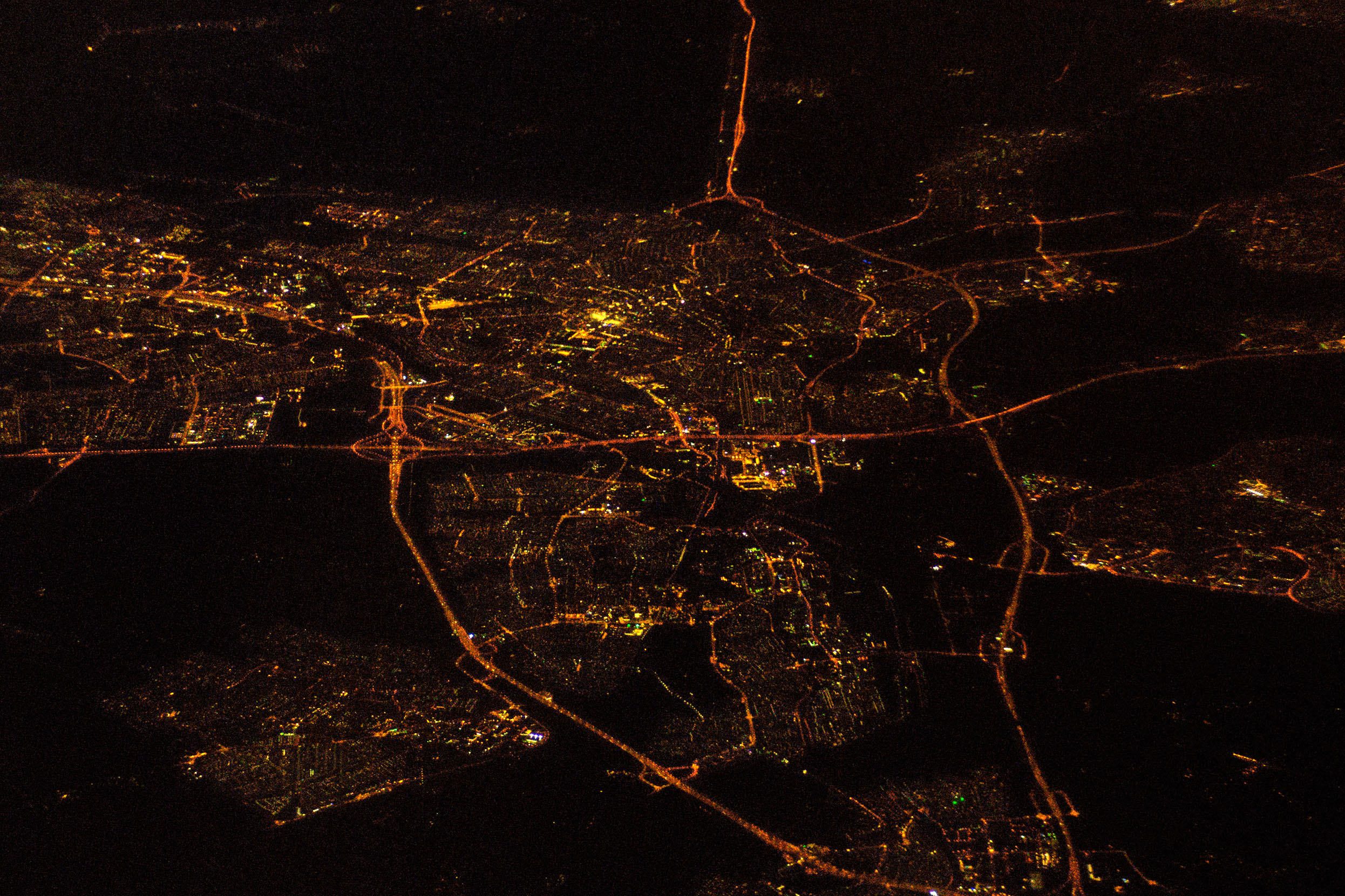
Nocne zdjęcie miasta z powietrza
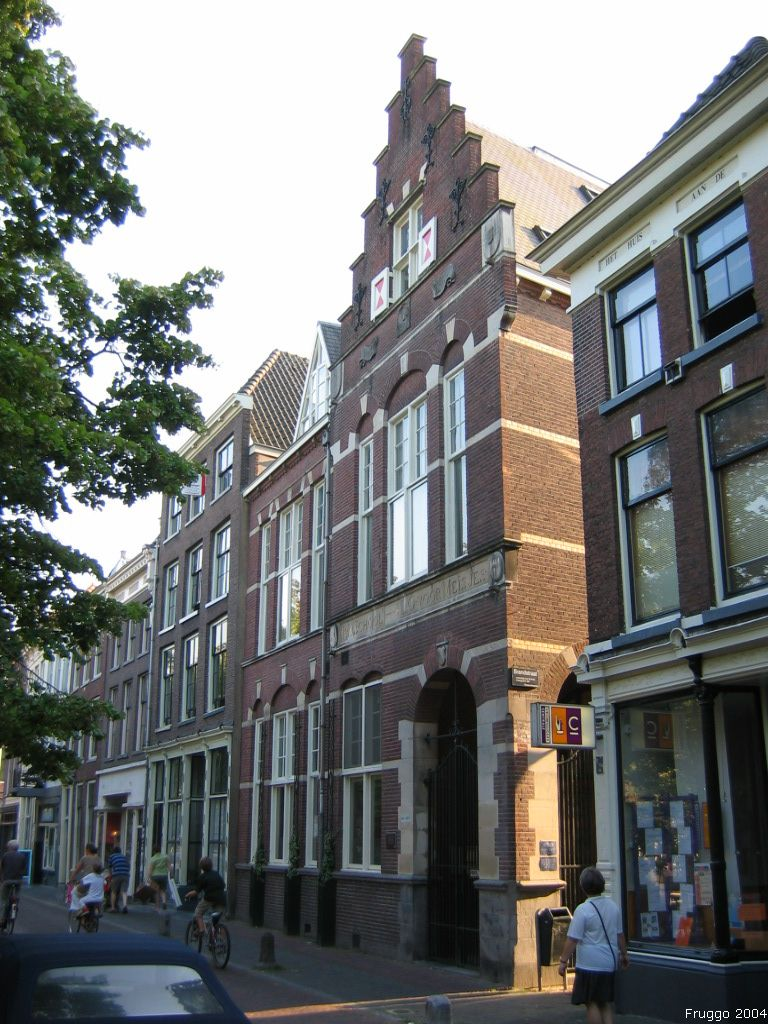
Dom rodzinny Adriaana Florenszoon Boeyensa (papieża Hadriana VI)
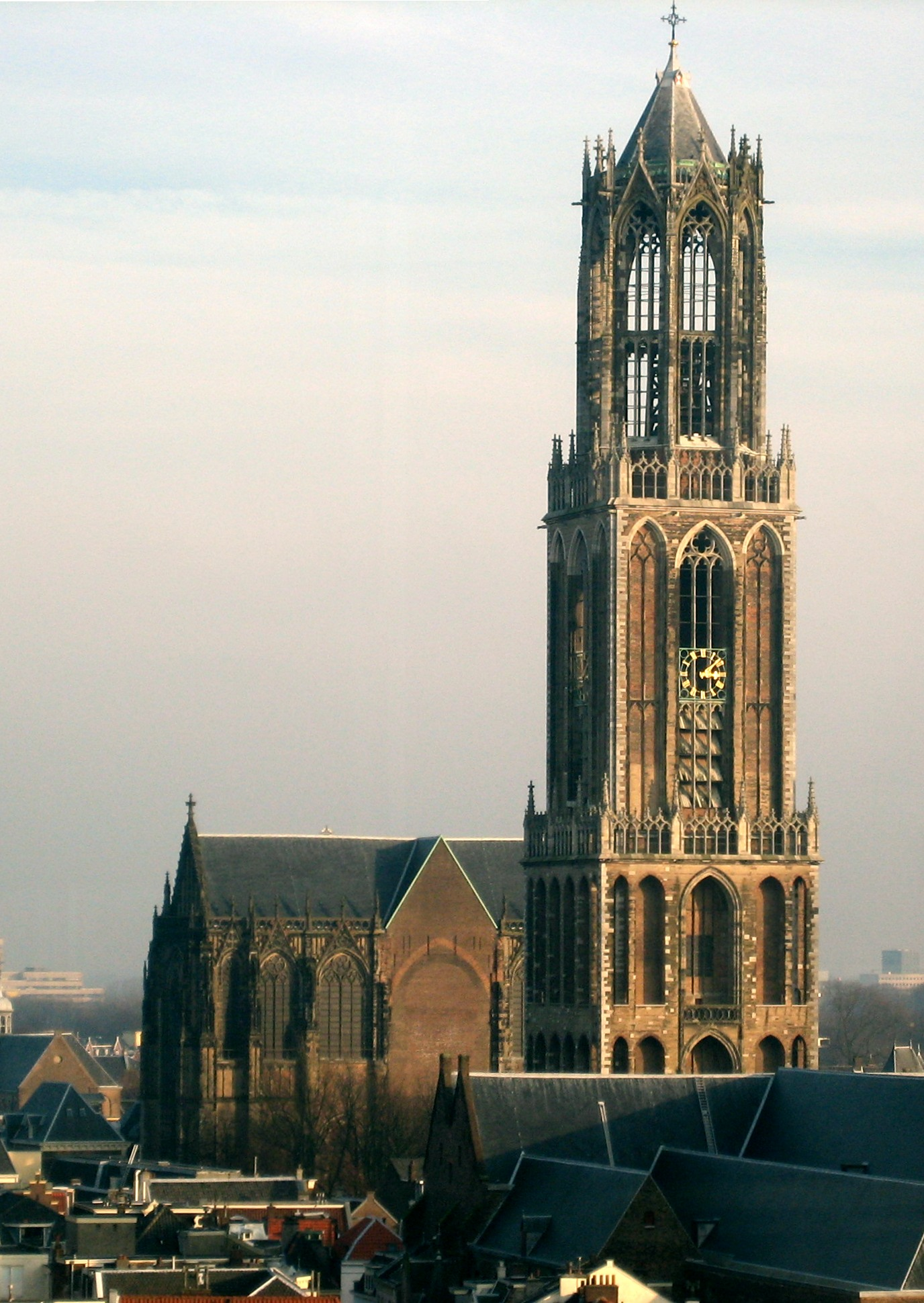
Domtoren – dzwonnica katedry w Utrechcie
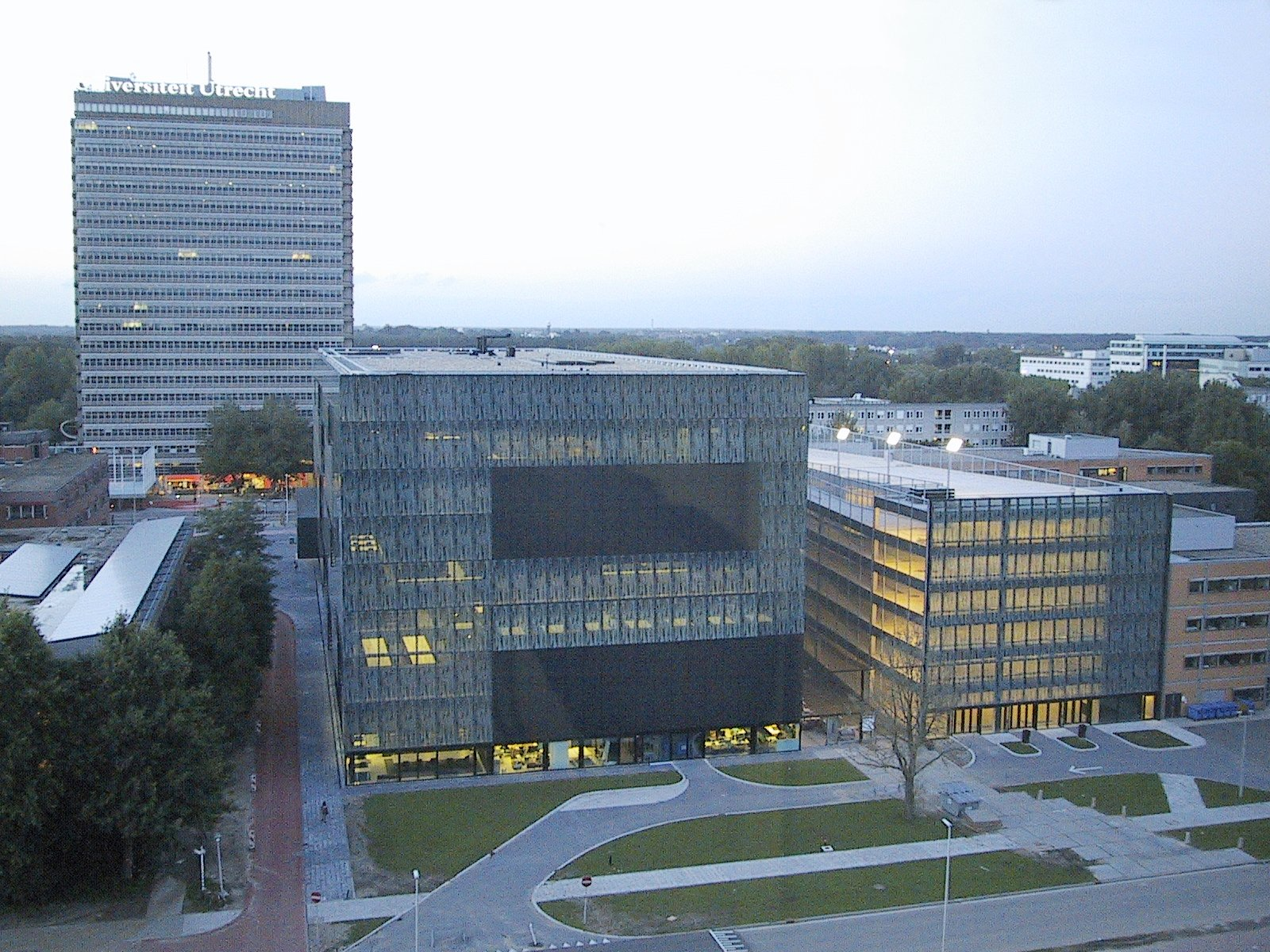
Uniwersytet w Utrechcie
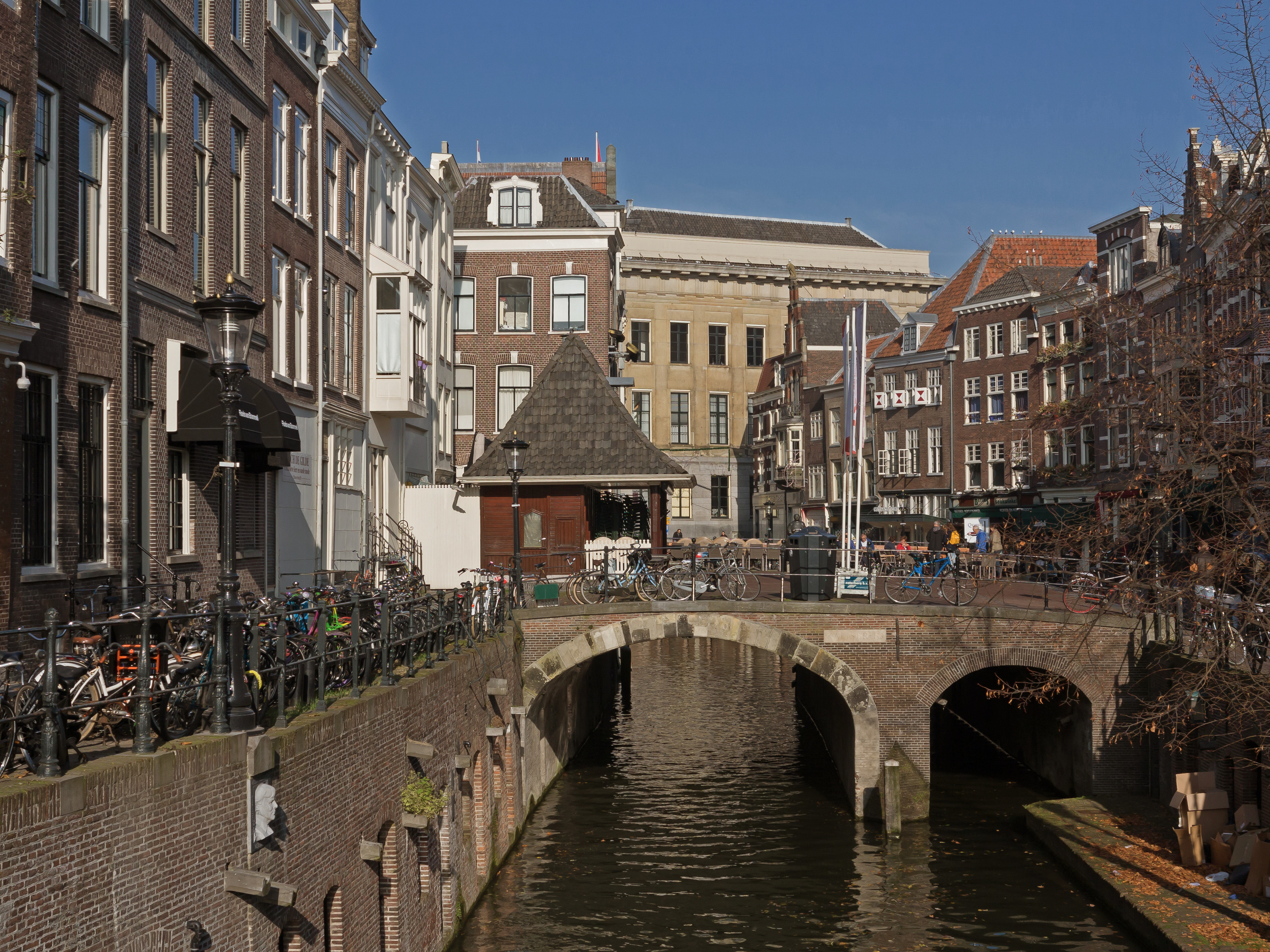
Jeden z kanałów w Utrechcie
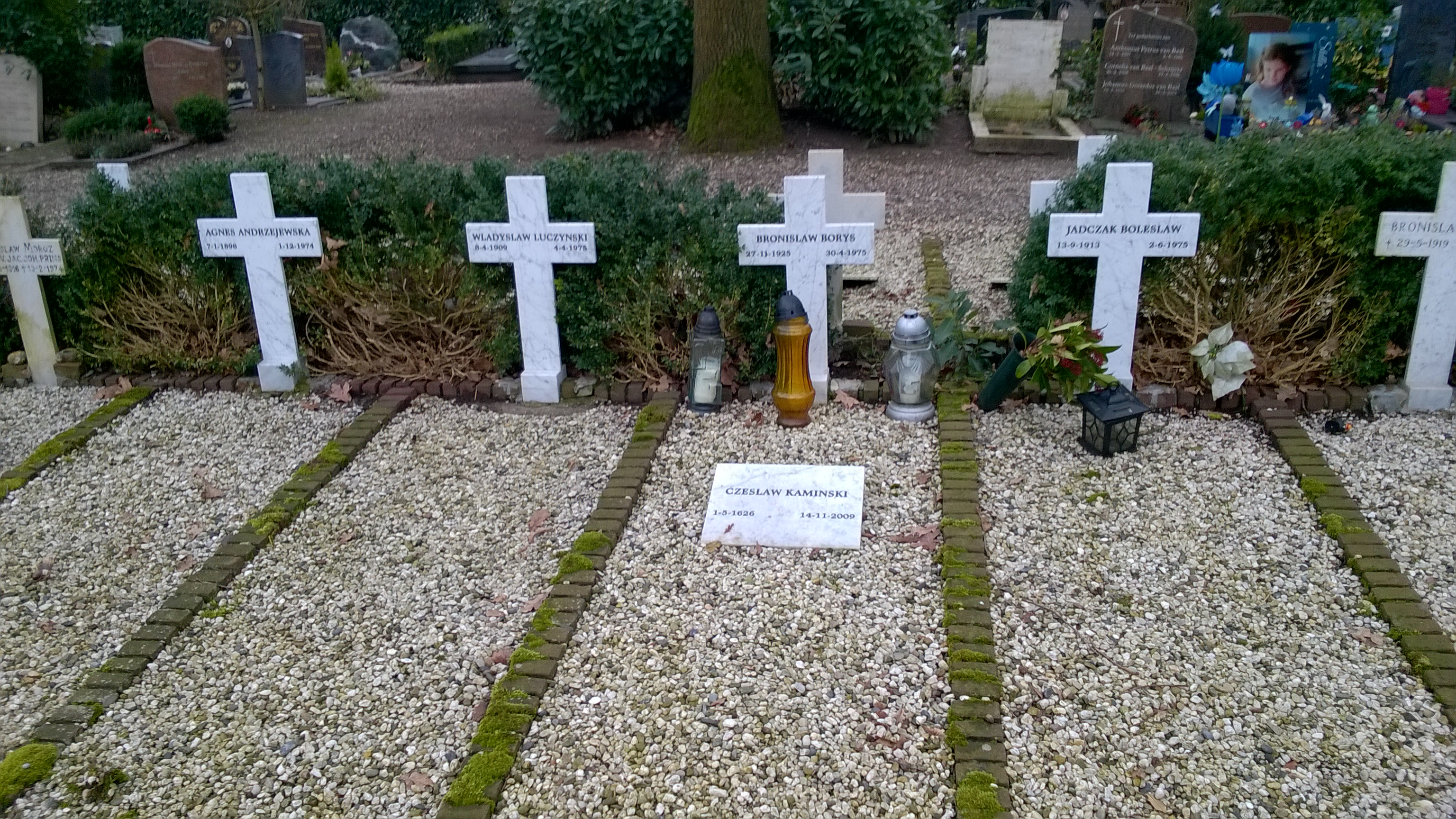
Groby polskich żołnierzy na cmentarzu Begraafplaats St Barbara

## Miasta partnerskie
- Brno
- Kinszasa
- León